# Jagatsinghpur (stad)
Jagatsinghpur, ook gespeld als Jagatsinghapur, is een “notified area” en hoofdplaats van het district  Jagatsinghpur van de Indiase staat Odisha. De stad beschikt over een belangrijke zeehaven.

## Demografie
Volgens de Indiase volkstelling van 2001 wonen er 30.688 mensen in Jagatsinghpur, waarvan 52% mannelijk en 48% vrouwelijk is. De plaats heeft een alfabetiseringsgraad van 75%. 